# Krishnapura, Channapatna
Krishnapura là một làng thuộc tehsil Channapatna, huyện Ramanagara, bang Karnataka, Ấn Độ.